# Anton Pisaroglu

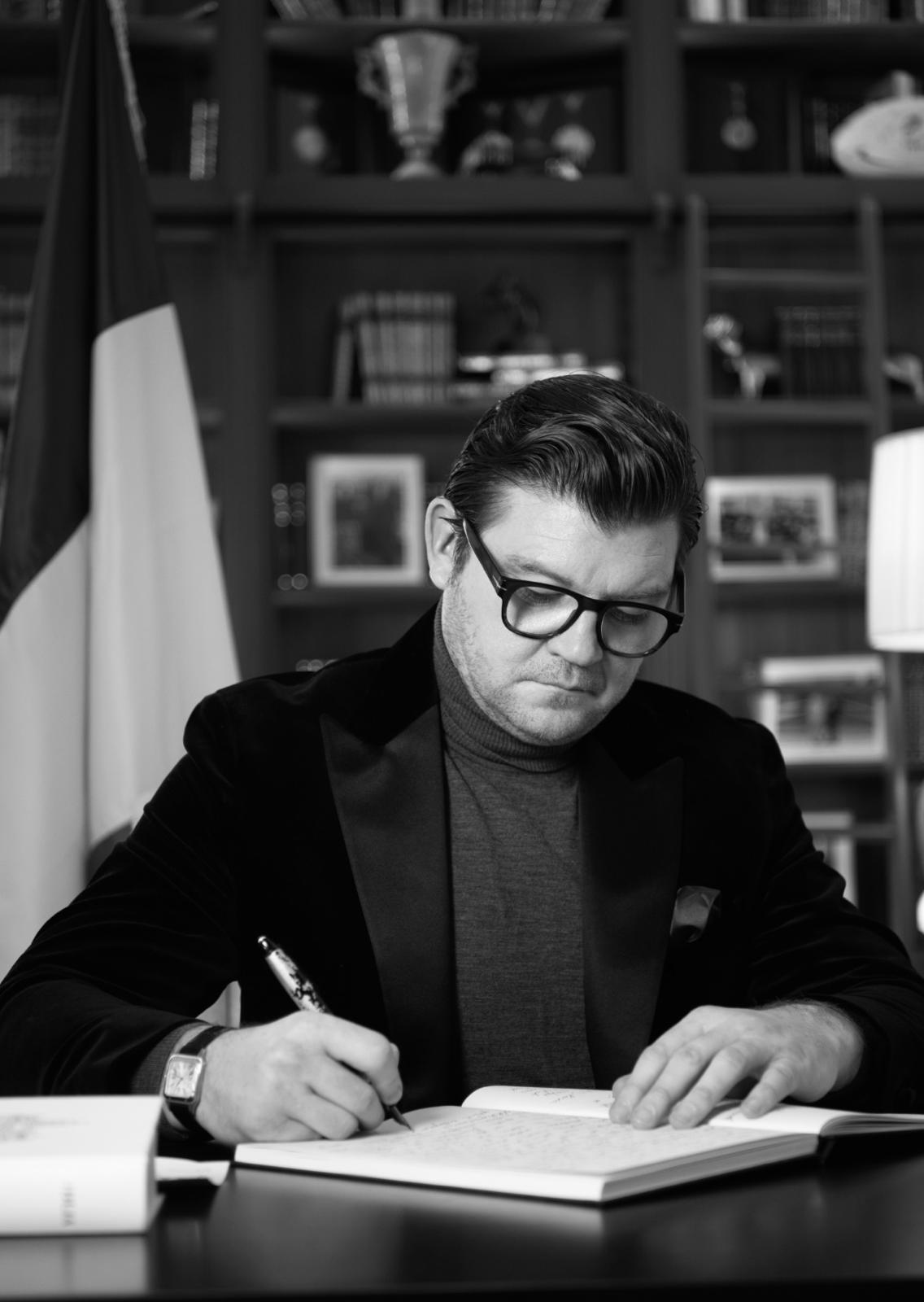
Anton Pisaroglu, strateg și consultant politic român

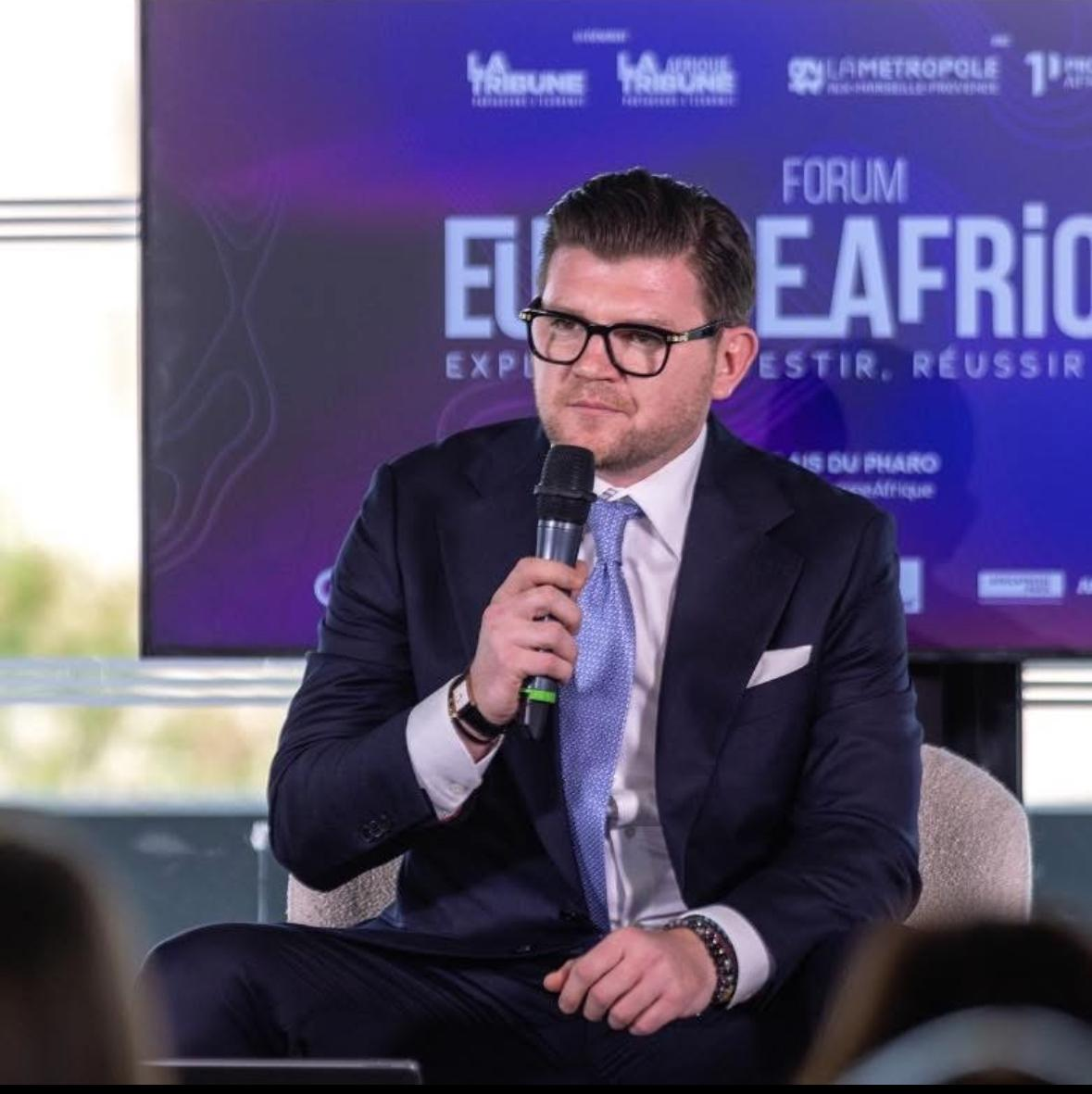
Anton Pisaroglu, la Forumul Europa Africa, organizat la Paris, Franța

Anton Pisaroglu (n. 1984, Tecuci, Galați, România) este un strateg și consultant politic român, candidat independent la alegerile prezidențiale din 2025 din România.

## Studii și activitate sportivă
A urmat Academia de Educație Fizică și Sport din București, finalizată în 2006. A practicat timp de 11 ani rugby-ul de performanță, făcând parte din lotul național juniori U19 și lotul național de rugby în 7.
A fost vicepreședinte al Federației Române de Rugby în 2021 (după o scurtă intenție de candidatură pentru funcția de președinte al Federației), poziție din care a criticat subdezvoltarea unei infrastructuri sportive pentru rugby sau alocarea bugetară insuficientă pentru acest sport.
În 2016 a urmat la Universitatea Yale un curs de specializare de 2 luni în științe politice, iar în 2017 un curs de 3 luni în „Securitatea informației” la Universitatea din Londra.

## Cariera

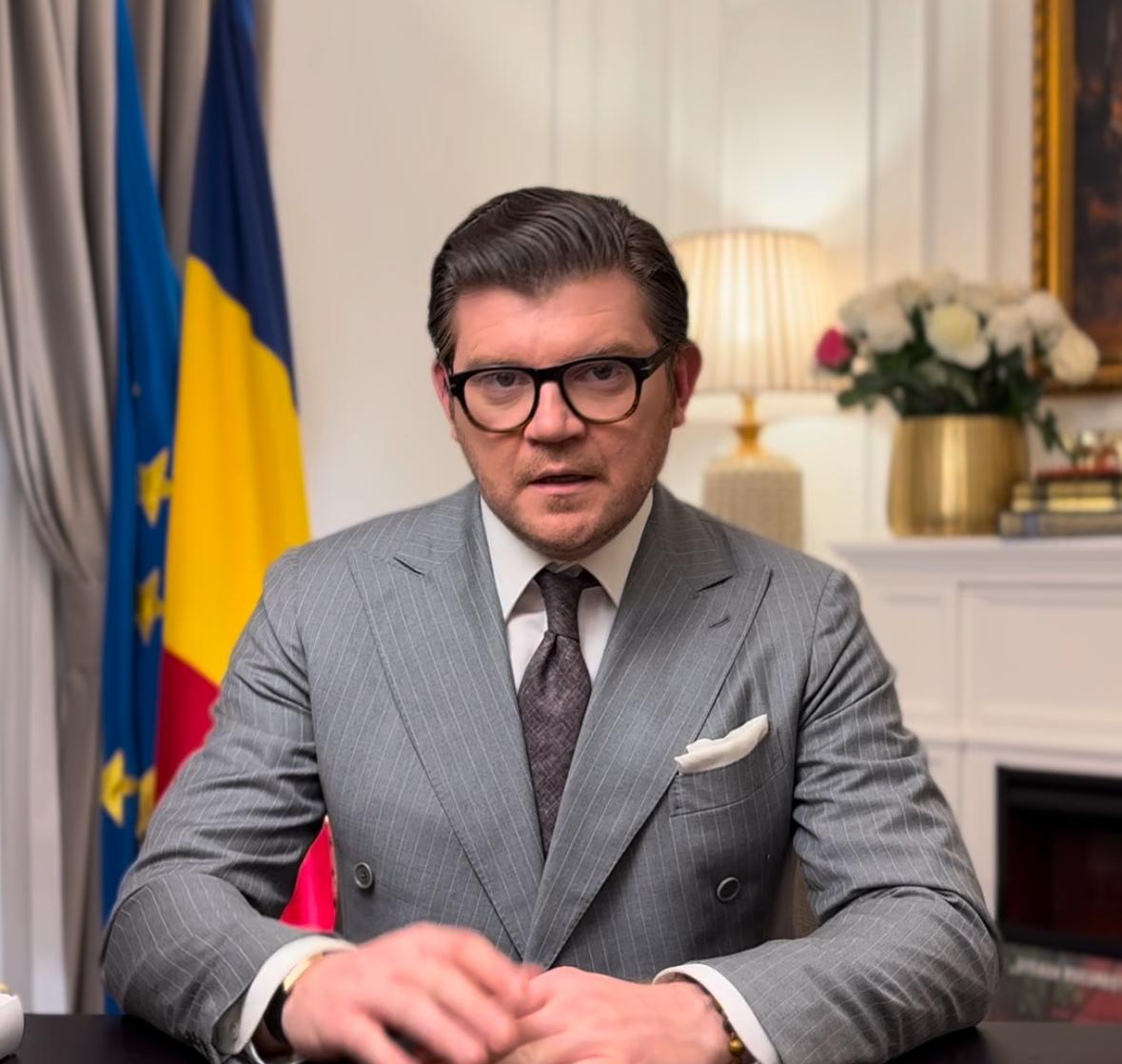
Anton Pisaroglu, anunțul candidaturii la alegerile prezidențiale din mai 2025, pe TikTok

A fost 5 ani șeful securității și protocolului la Monolit Development a lui Dragoș Dobrescu (firmă imobiliară), iar apoi a lucrat 1 an în Germania ca manager de vânzări la Autohaus Maximilian GmbH (dealer auto). În 2013 a fost trei luni consilier de securitate al companiei Pan African Minerals al omului de afaceri Frank Timiș, după care se întoarce (până în 2015) în compania lui Dobrescu ca specialist în marketing și PR. Ulterior, a călătorit în Cambogia pentru dealerul Auto Lehmann GmbH în calitate de business developer. În 2015 a urmat un stagiu de 1 an și 4 luni în poziția de consilier de securitate la compania Trinity Real Estate, Din 2017 a lucrat pentru 2 firme de consultanță din Washington: Washington East West Political Strategies și Simargl International Corporation. În 2018 înființează împreună cu Marshall Comins la București firma H5 World Strategies SRL (în domeniul afacerilor publice și de gestionare a crizelor, derulând campanii pe mai multe continente), fiind asociați pentru o perioadă și într-o cofetărie raw vegan din Popești Leordeni. Tot din 2018 începe să lucreze ca vicepreședinte la Stone Strategic Solutions, firmă din domeniul securitate-intelligence, din care pleacă în vara anului 2019. Echipa H5 din care făcea parte avea să producă o campanie de imagine corporate a grupului Digi (RCS/RDS). În 2019 înființează Allied Defence Partners SRL (obiect de activitate „intermedieri în comerțul cu produse diverse”).

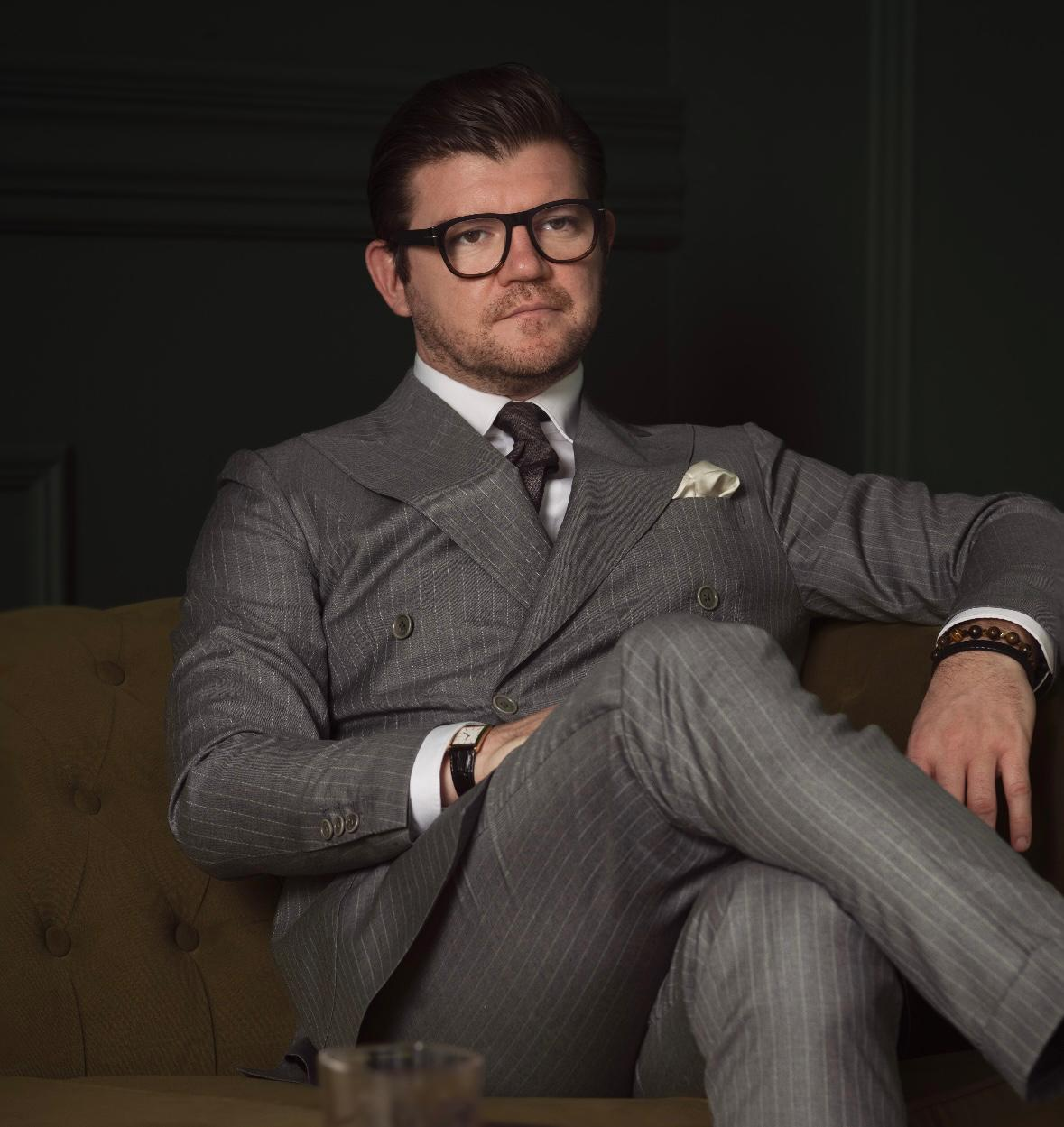
Anton Pisaroglu

Afacerile sale l-au purtat pe mai multe continente (Africa, Asia), cunoscându-l chiar și pe Hunter Biden⁠(d), fiul fostului președinte american, Joe Biden. De asemenea, legăturile sale includ președinți din Africa.
În 2023, Pisaroglu intermedia o investiție americană într-o fabrică de la Drăgășani pentru muniție destinată Ucrainei.

## Activitatea politică
În 2019 devine consilierul onorific al premierului Viorica Dăncilă pentru relații internaționale. Premierul urma să aprecieze competențele profesionale și conexiunile sale. De asemenea, a fost șeful echipei de consultanți ai PSD pe durata campaniei prezidențiale pentru alegerile din 2019, campanie de pe urma căreia acesta va avea dificultăți în recuperarea plăților pe care i le datora partidul lui Marcel Ciolacu și a conducerii ulterioare a Vioricăi Dăncilă, fiind nevoit să trimită executorii judecătorești. În 2023 avea să-și caracterizeze campania electorală condusă de el ca fiind „îndrăzneață, marcată de cea mai vizibilă și spectaculoasă creștere în sondaje”.
În 2019 și 2020 a lucrat și cu președintele Guineii, Alpha Condé.
În 2020 face parte din echipa de campanie a lui Nicușor Dan la alegerile locale din București, venind pe o filieră secundară a unei firme contractante cu PNL.

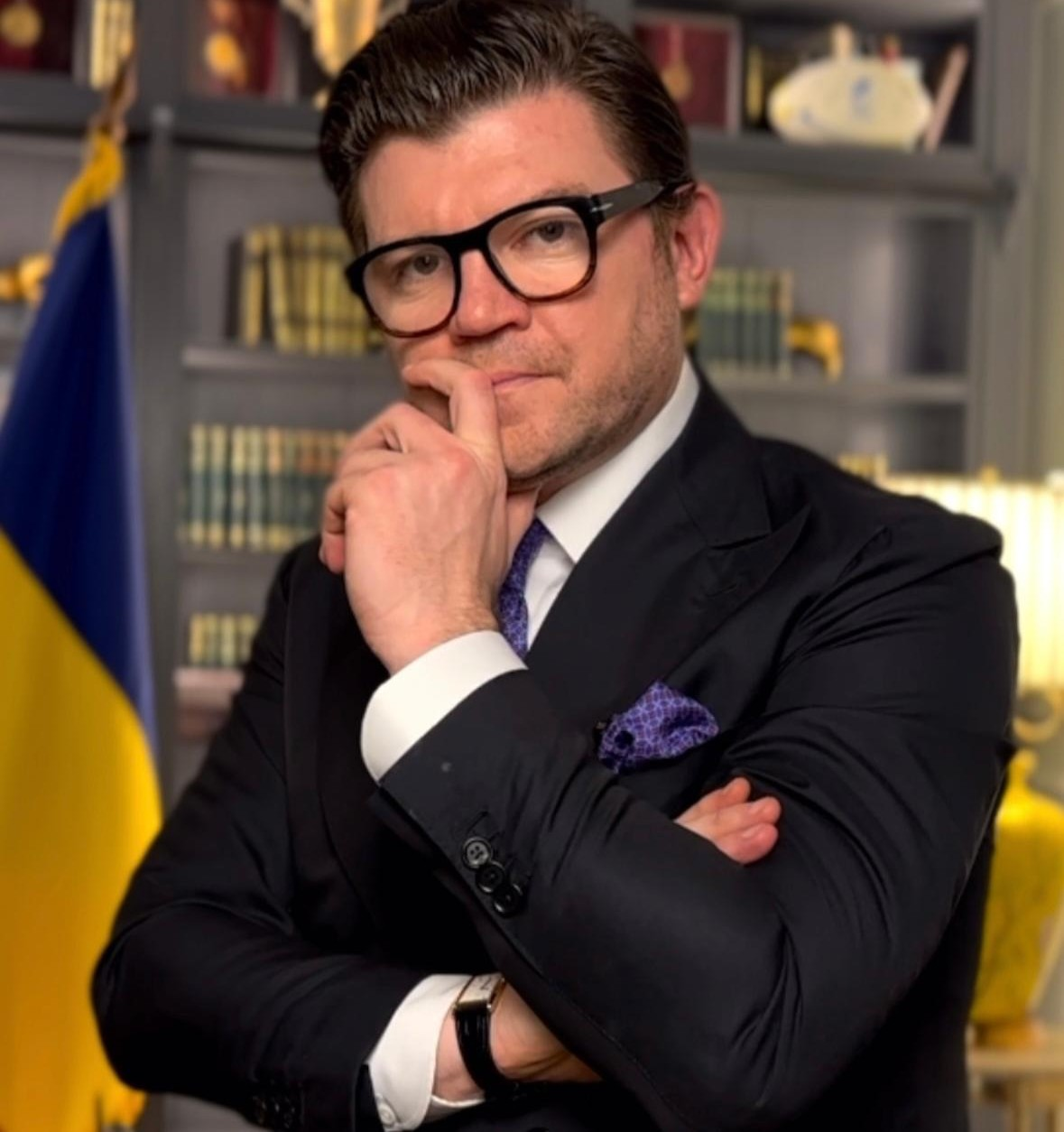
Anton Pisaroglu

Conform unor surse, Pisaroglu ar fi fost și consultantul vicepreședintelui Sudanului, Mohamed Hamdan Dagalo⁠(d). Deși nu a infirmat sau confirmat acest fapt, într-un interviu admitea că avea surse apropiate de conducere.
În perioada februarie-aprilie 2022 a fost consultant onorific în relațiile pe plan internațional al partidului AUR, fiind considerat la acea vreme un „mare patriot” de George Simion, de care se desparte din cauza unor „diferențe ideologice”.
În 2023 a fost consultantul lui Siteny Randrianasoloniaiko⁠(d) în alegerile prezidențiale din Madagascar⁠(d).
Anton Pisaroglu ar fi fost și consultantul lui Călin Georgescu în campania pentru alegerile prezidențiale din 2024, după cum a recunoscut chiar acesta în urma unei investigații de presă. După anularea alegerilor, și-a creat un cont de TikTok cu clipuri pe teme naționaliste și anti-sistem, ale căror postări au devenit virale⁠(d).

## Opinii
A cerut demisia miniștrilor Eduard Novak și Tanczos Barna în 2022.
În 2023 pleda pentru un comerț mai strâns cu regiunea Caucaz.